# Barbora Reichová
Barbora Reichová (* 6. února 1985 Praha) je česká profesionální sportovní fotografka. Od roku 2008 pracovala pro Deník Sport, od dubna 2020 je první oficiální fotografkou Českého olympijského výboru. Fotografovala na sedmi olympijských hrách, na paralympijských hrách a na řadě dalších vrcholných sportovních událostí. S mimořádnou odezvou a oceněními se setkal její projekt z roku 2021 „Nezlomní olympionici“, zachycující sportovní přípravu sportovců v mimořádných podmínkách pandemie covidu (3. místo v Czech Press Photo, umístil se i v TOP 10 SWPA a získal i speciální ocenění Aips Sport Media Award).

## Studium
Barbora Reichová absolvovala střední odborné učiliště v oboru fotograf (2000–2003) v pražských Vysočanech. Následně pokračovala v nástavbovém studium se zaměřením na podnikání v oborech obchodu a služeb na stejné škole (2003–2005).
V roce 2014 zahájila studium na Institutu tvůrčí fotografie při Slezské univerzitě v Opavě, kde získala v roce 2021 titul BcA. v oboru Tvůrčí fotografie (2014–2021). Momentálně[kdy?] zde pokračuje v navazujícím studiu.

## Profesní působení, pedagogická činnost
Reichová začala svou profesní kariéru jako laborantka a fotografka v letech 2005 a 2006 ve firmě Kodak Expres Axio.
Po této zkušenosti působila jako učitelka odborného výcviku v oboru fotograf na Středním odborném učilišti (SOU Služeb Novovysočanská) v letech 2006 až 2008. V roce 2008 se stala sportovní fotografkou pro vydavatelství Ringier a.s. později CZECH NEWS CENTER, konkrétně pro redakci deníku Sport, kde pracovala až do roku 2020. V této době se specializovala na sportovní fotografii, zúčastnila se čtyř olympijských her a řady dalších špičkových sportovních událostí po celém světě.
Od dubna 2020 je oficiální fotografkou Českého olympijského týmu, pro který dokumentuje důležité momenty českých sportovců na mezinárodních soutěžích, včetně olympijských her. Kromě své profesionální kariéry sportovní fotografie působila jako lektorka předmětu Audiovizuální komunikace na Akademii žurnalistiky a nových médií v letech 2013 až 2019, kde se zaměřovala na výuku praktických dovedností v oblasti audiovizuální komunikace. Nyní pravidelně vede tým mladých fotografů v rámci Akademie mladých tvůrců při Olympiádě dětí a mládeže.
Také působí v radě České olympijské akademie. V letech 2009 až 2014 působila ve správní radě Klubu sportovních novinářů a v období 2023 - 2025 ve správní radě Asociace profesionálních fotografů.

## Ocenění
- Ringier Photo Award 2009 – 3. místo, sportovní fotografie[5]
- Ringier Photo Award 2010 – 3. místo, sportovní fotografie[5]
- Ringier Axel Springer Photo Award 2011 – 3. místo, sportovní fotografie[5]
- Ringier Axel Springer Photo Award 2011 – 2. místo, reportážní série[5]
- 7. ročník soutěže ŠKODA Best Picture Contest 2013[5]
- Czech Press Photo – Nikon Sport Award 2015[5]
- Cena fair play 2014 (Český olympijský tým) – pomoc zraněné florbalistce
- Sportovní fotografie roku 2017 – 1. místo, sportovní portréty
- Sportovní fotografie roku 2017 – čestné uznání, kategorie Sport
- ŠKODA Best Picture Contest 2019 – 5. místo
- Czech Press Photo 2020 – Foto měsíce
- Czech Press Photo 2020 – 3. místo, kategorie Sport
- Sony World Photography Awards 2020 – shortlist (Top 10), kategorie Sport
- AIPS Sport Media Awards 2020 – zvláštní ocenění
- Fine Art Photography Awards 2021 – 3. místo, fotožurnalistika
- Istanbul Photo Awards 2021 – 2. místo, série Sport
- Czech Press Photo 2021 – 1. místo, cena dětí
- Czech Press Photo 2021 – 2. místo, cena diváků
- Sportovní fotografie roku 2022 – 1. místo, individuální sport
- Sportovní fotografie roku 2022 – 1. místo, portrét
- Sportovní fotografie roku 2022 – 2. místo, Sport a covid-19
- Sportovní fotografie roku 2024 – 3. místo, portrét, Lukáš Krpálek, poražený král
- Sportovní fotografie roku 2024 – čestné uznání, kategorie individuální sport

## Výstavy
Samostatné výstavy:
- 2018: „Prvních deset“, Nikon Photo Gallery, Praha
- 2019: „Sportovní momenty“, FotoŠkoda – Mini Galerie, Praha
- 2022: „Nezlomní olympionici“, Galerie Kupe, Opava
- 2022: „Sport očima Barbory Reichové“, FotoŠkoda – Mini Galerie, Praha
- 2024: „Barbora Reichová: Nezlomní olympionici v Paříži“, Muzeum fotografie a moderních obrazových médií, Jindřichův Hradec
- 2024: Olympijské hry, České velvyslanectví v Paříži, Paříž
- 2024: Paralympijské hry, Senát Parlamentu ČR, Praha

Skupinové výstavy:
- 2003: Výstava studentů, KC Zahrada, Praha
- 2012: The Games, Palladium, Praha
- 2013: Superfinále florbalu, Galerie Harfa, Praha
- 2014: Czech Press Photo, Staroměstská radnice, Praha
- 2016: Czech Press Photo, Staroměstská radnice, Praha
- 2017: Czech Press Photo, Staroměstská radnice, Praha
- 2017: Sportovní fotografie roku, Staroměstská radnice, Praha
- 2018: Sportovní fotografie roku, Staroměstská radnice, Praha
- 2018: Festival Re:publika 1918–2018, Brno
- 2019: Czech Press Photo, Staroměstská radnice, Praha
- 2020: Czech Press Photo, Národní muzeum, Praha
- 2021: Czech Press Photo, Staroměstská radnice, Praha
- 2021: Istanbul Photo Awards, Ankara
- 2021: Istanbul Photo Awards, New York
- 2021: 31. Měsíc fotografie, Open Gallery, Bratislava – Opava Girls | Opava Women
- 2021: Sportovní festival film, Liberec
- 2022: Sportovní fotografie roku, Czech Photo Centre, Praha
- 2022: Sportovní festival film, Liberec
- 2023: Pelotonie, The best of cycling photography, Bořislavka, Praha
- 2024: Sportovní fotografie roku, Czech Photo Center, Praha
- 2024: Czech Press Photo, Staroměstská radnice, Praha
- 2025: Sportovní poklady a výtvarná díla, Muzeum Beskyd, Frýdek-Místek
- 2025: Příběh českého ženského hokeje, Krajský úřad Jihočeského kraje, České Budějovice
- 2025: V Pohybu, výstava členů APF, Galerie FSv, Praha
- 2025: Czech baseball heritage night, České velvyslanectví ve Washingtonu, USA

## Publikace
Je autorkou či spoluautorkou publikací:
- NENADÁL, Adam, a kol. Zlaté Soči: [velké shrnutí ZOH 2014]. 1. vyd. Praha: Ringier Axel Springer CZ, 2014. 127 s. ISBN 978-80-87033-10-4. (Barbora Reichová fotografie).
- REICHOVÁ, Barbora; VITVAR, Jan H.; SVOBODA, Michal. Tokio 2021: oficiální publikace Českého olympijského výboru. 1. vyd. Praha: Euromedia Group, 2021. 341 s. (Universum). ISBN 978-80-242-7721-9.
- REICHOVÁ, Barbora; VITVAR, Jan H.; SVOBODA, Michal. Peking 2022: oficiální publikace Českého olympijského výboru. 1. vyd. Praha: Euromedia Group, 2022. 293 s. (Universum). ISBN 978-80-242-8033-2.
- SVOBODA, Michal, et al. Paříž 2024 = Paris 2024: oficiální publikace Českého olympijského výboru. 1. vyd. Praha: Euromedia Group, 2024. 373 s. (Universum). ISBN 978-80-242-9907-5.
- NAVRÁTILOVÁ, Markéta; SVOBODA, Vilém; SVOBODA, Michal. Mistrovství světa ve florbale Praha 2018. 1. vyd. Praha: Mladá fronta, 2018. 207 s. ISBN 978-80-204-5245-0. Fotografie: Markéta Navrátilová, Barbora Reichová, Martin Flousek; texty: Vilém Svoboda, Michal Svoboda.

## Používaná technika
V roce 2021, na sklonku „zrcadlovkové” éry, před přechodem na bezzrcadlovky, tvořily její profesionální fotografickou výbavu přístroje Nikon D6 a D850 a k tomu objektivy 16 mm, 17–35 mm, 24–70 mm, 70–200 mm a pevný 300 mm.

## Citát
| „ | Mám vizi, ve které bych chtěla se sportovci udělat něco jako portrét nebo dokument. Svými fotkami bych chtěla sport propagovat a propojovat uměleckou a sportovní bublinu, které se jinak moc nepotkávají. Aby trochu toho umění proniklo do sportu a trochu sportu do umění. Možná bych šla i analogovou cestou. | “ |